# Dorfkirche Golm (Groß Miltzow)

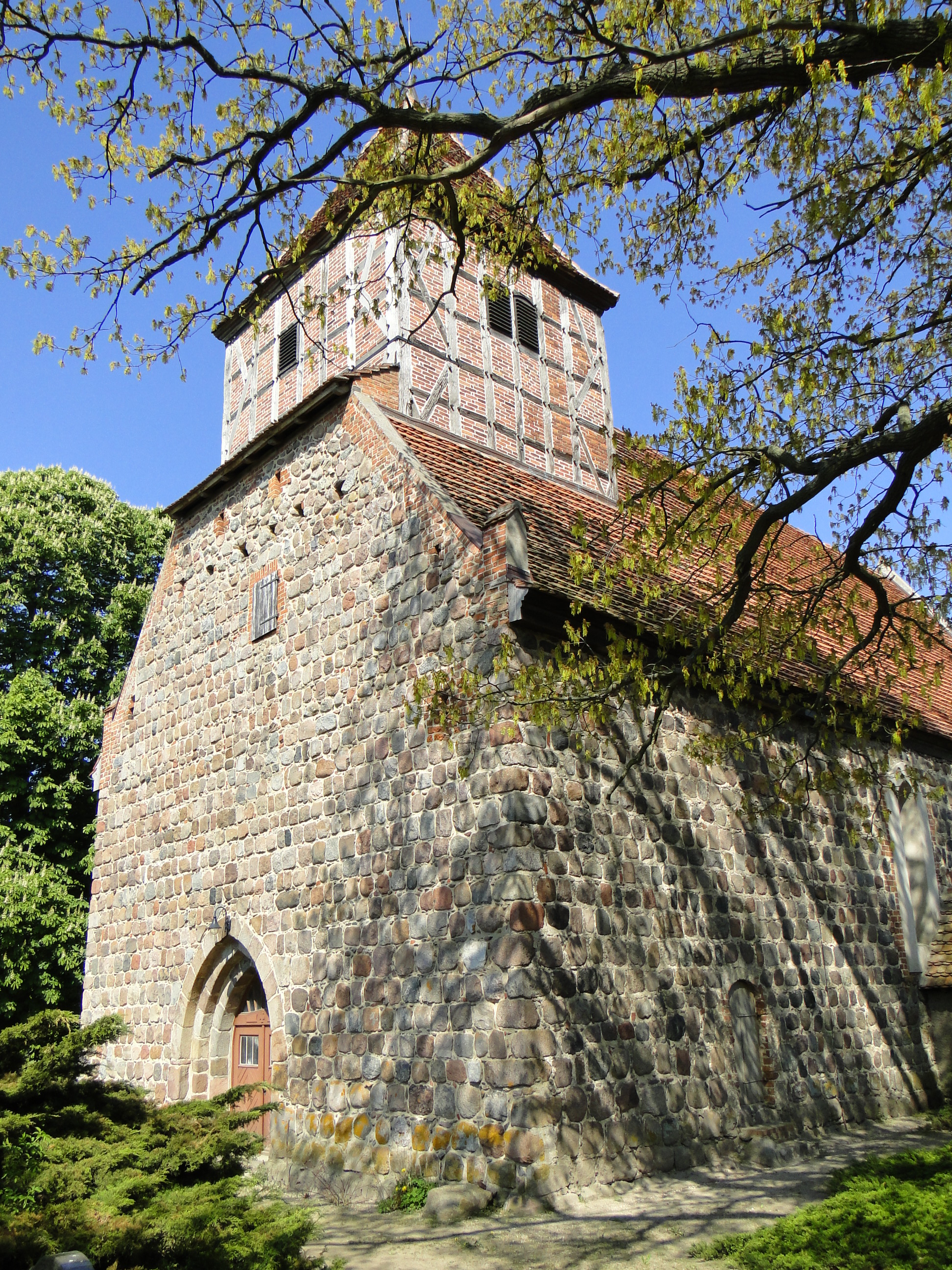
Dorfkirche Golm

Die evangelische Dorfkirche Golm ist eine frühgotische Feldsteinkirche im Ortsteil Golm von Groß Miltzow im Landkreis Mecklenburgische Seenplatte in Mecklenburg-Vorpommern. Sie gehört zur Kirchengemeinde Kublank in der Propstei Neustrelitz der Evangelisch-Lutherischen Kirche in Norddeutschland (Nordkirche).

## Geschichte und Architektur

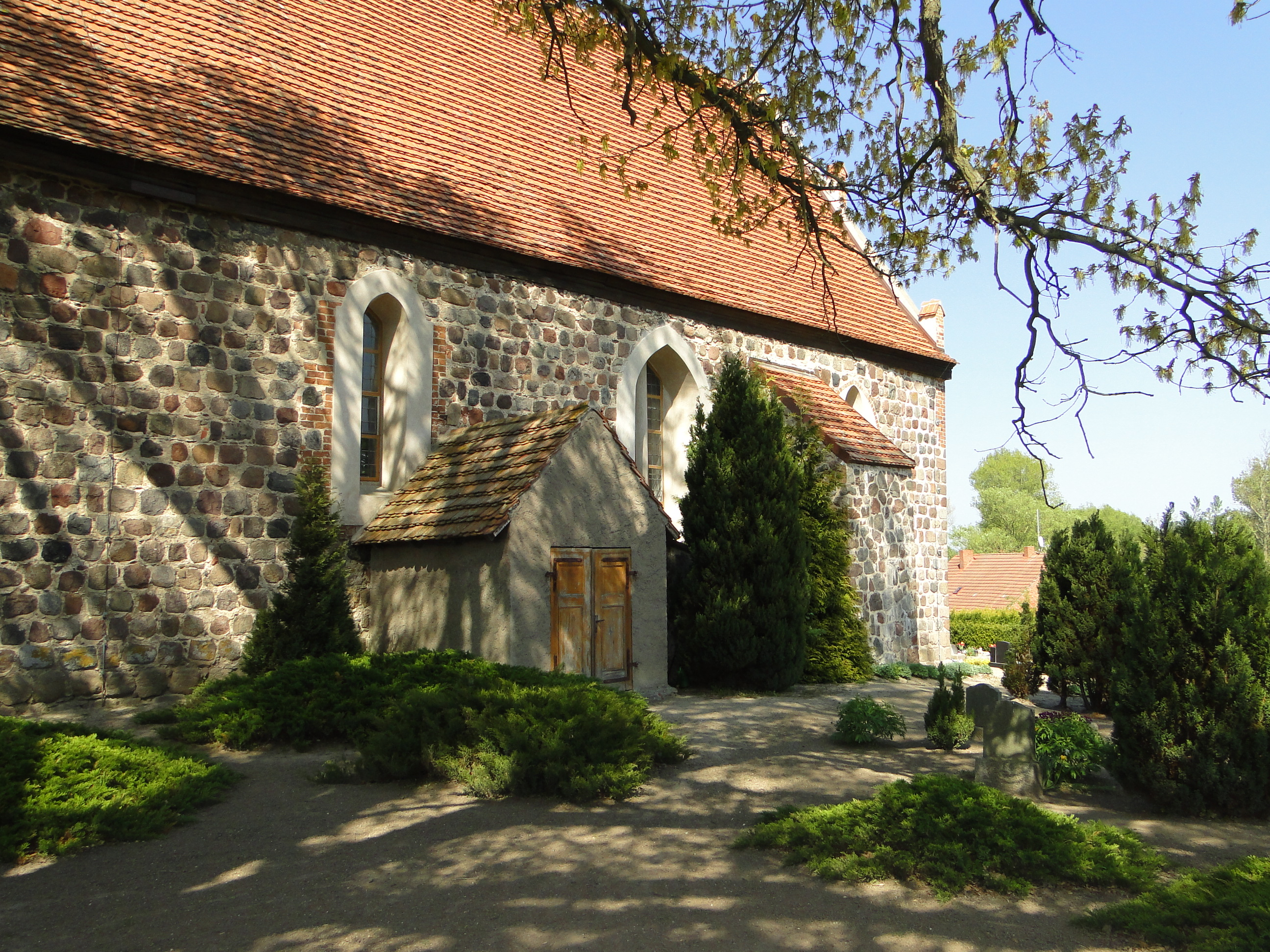
Südseite mit Vorhalle

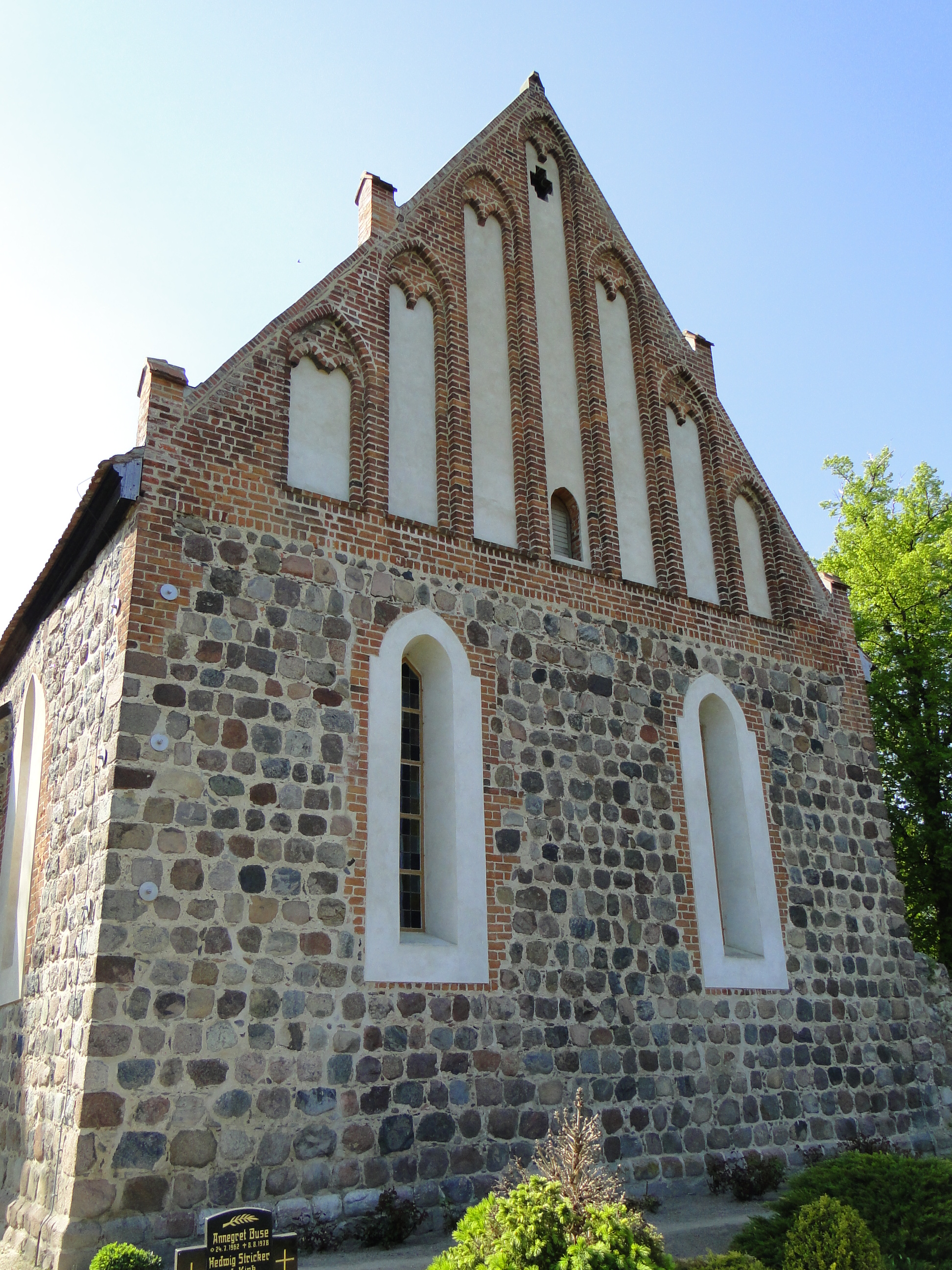
Ostgiebel

Die Dorfkirche Golm ist ein schlichter, überwiegend sorgfältig ausgeführter Rechteckbau vom Anfang des 14. Jahrhunderts aus Feldsteinmauerwerk mit Backsteinanteil. Sie besitzt einen ausgewogenen Blendengiebel über der Ostwand und Spitzbogenfenster mit Laibung aus Backstein. Die Fenster auf der Süd- und Ostseite haben eine Laibung aus verputztem Mauerwerk. Das Bauwerk wird durch ein Stufenportal im Westen erschlossen. Eine Vorhalle im Süden wurde später hinzugefügt. Der Westturm in Schiffsbreite wurde 1788 mit einem Fachwerkaufsatz mit Pyramidendach abgeschlossen.
Im Innern ist das Bauwerk heute ungewölbt; es zeigt aber spitzbogige Schildbögen, die auf eine beabsichtigte zweischiffige dreijochige Anlage schließen lassen. Im Turm befindet sich eine tonnengewölbte Halle, die mit zwei Arkaden zum Schiff geöffnet ist.
Die stilistische Zuordnung eines derart ländlich-archaischen Bauwerks zur Gotik ist nur mit der Verwendung des Spitzbogens und der Bauzeit zu begründen.

## Ausstattung

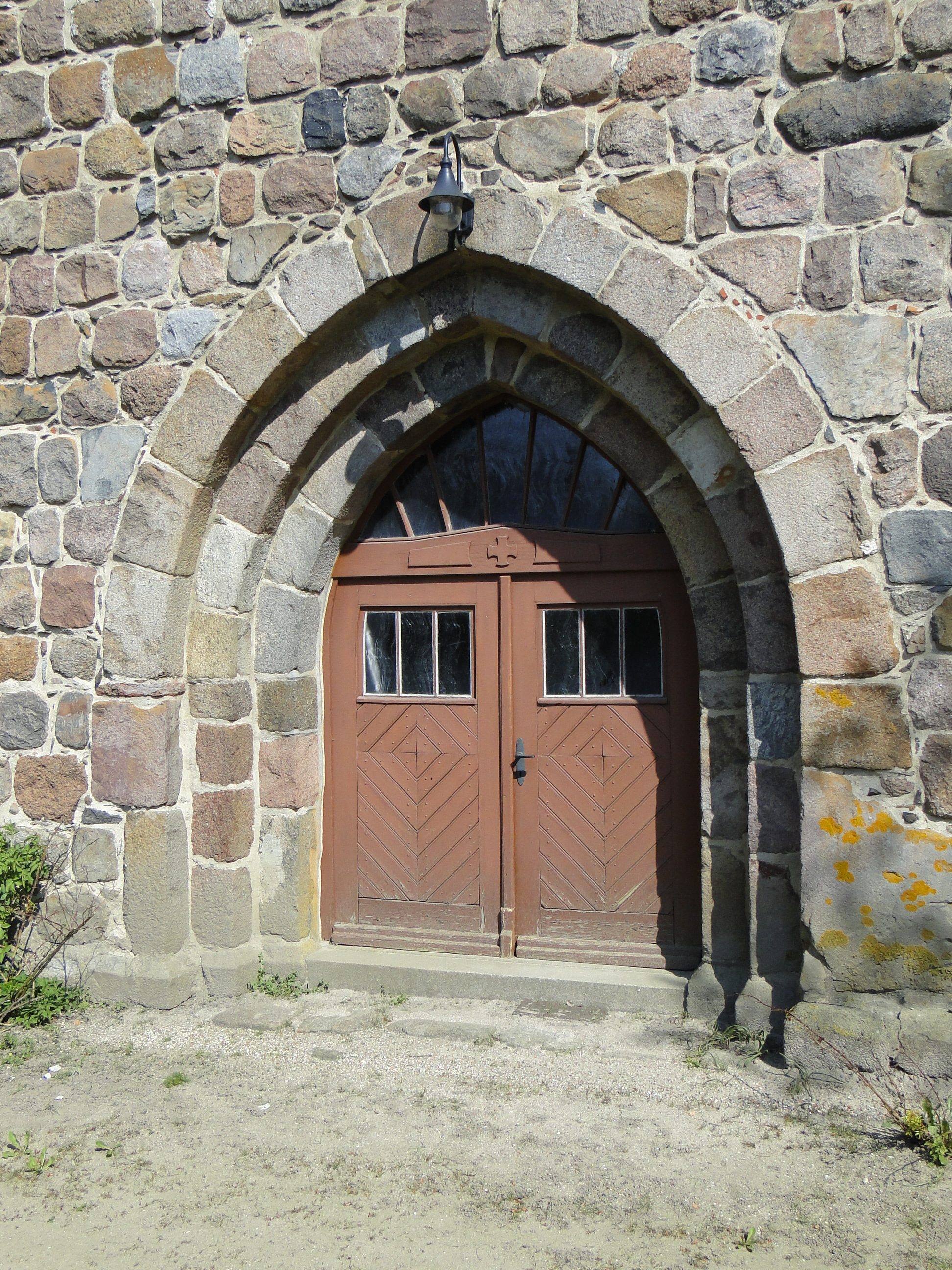
Westportal

Das Hauptstück der Ausstattung ist ein schlichter, wohlproportionierter Kanzelaltar aus der zweiten Hälfte des 18. Jahrhunderts, der mit Altarschranken versehen ist. Eine Sakramentsnische mit Tür und Innenverkleidung aus dem 14. Jahrhundert ist erhalten. Etwa aus der gleichen Zeit stammt die Kuppa des Taufsteins. 
Die liturgische Ausstattung wird durch einen silbervergoldeten Kelch mit Patene aus dem Jahr 1704 gebildet.
Ein Leuchterpaar aus Bronze wurde in der Mitte des 17. Jahrhunderts angefertigt. Eine Glocke von 1620 bildet das Geläut.
Die Westempore, das Patronats- und Gemeindegestühl sind um 1800 entstanden. 

## Orgel
Die Orgel mit zehn Registern auf zwei Manualen und Pedal wurde 1911 von Barnim Grüneberg erbaut.
| I. Manual C–f3 |     |  |
| Bourdun        | 16′ |  |
| Principal      | 8′  |  |
| Gamba          | 8′  |  |
| Octave         | 4′  |  |

| II. Manual C–f3  |     |  |
| Lieblich Gedackt | 16′ |  |
| Concertflöte     | 8′  |  |
| Salicional       | 8′  |  |
| Flauto Dolce     | 4′  |  |

| Pedal C–d1 |     |  |
| Subbaß     | 16′ |  |
| Violon     | 8′  |  |

Koppeln
- Manualkoppel II-I
- Pedalkoppel I-P
- Superoctavkoppel